# Magret

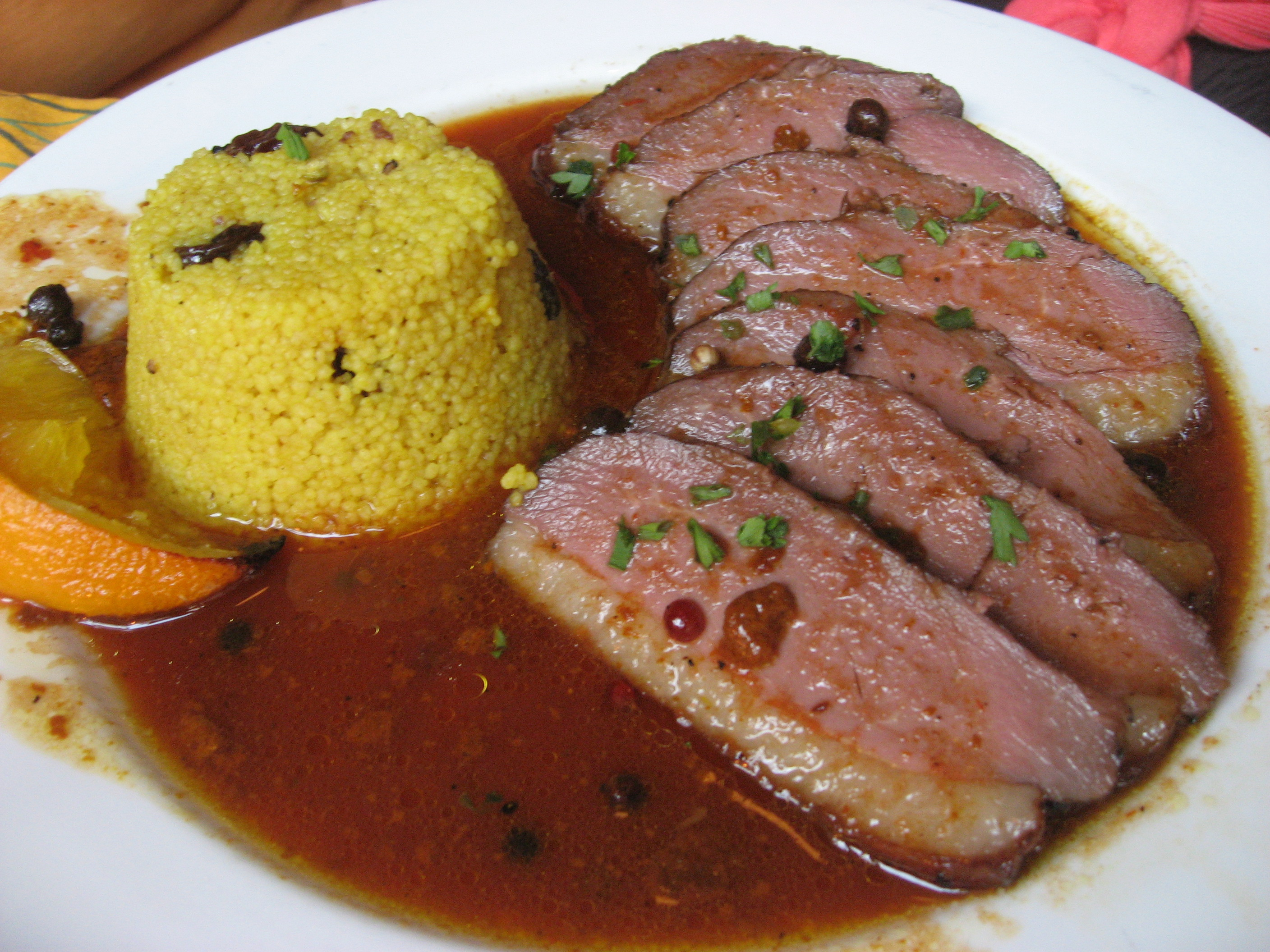
Magret d'ànec amb salsa de taronja i guarnició de cuscús.

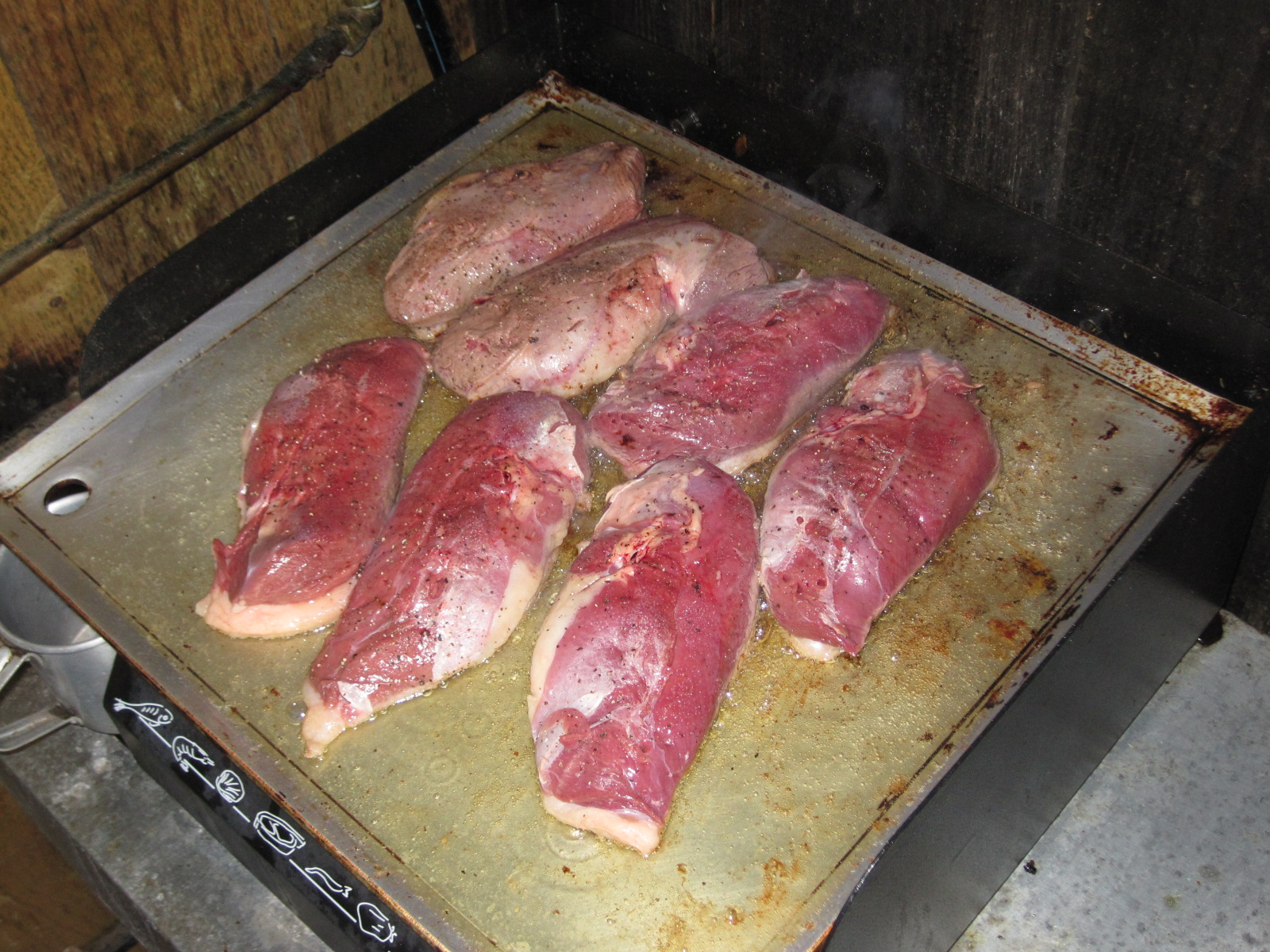
Magrets d'ànec de las Lanas a la planxa en plena cocció.

El magret (de l'occità magret) és un filet de carn magra, tallada del pit d'una oca o ànec encebat. Que l'ocell estigui encebat fa distingir el magret d'un pit convencional. Malgrat que sigui conegut de fa força temps, el magret és, de fet, una invenció força recent. Tradicionalment, la carn d'ànec encebat (engreixat) es preparava en confit, i el rostit sencer es reservava per l'ànec sense encebar. Fou André Daguin, xef de l'Hôtel de France a Auch (Gers), el primer a idear aquesta forma de preparar els filets d'ànec encebat a començaments dels anys 1960.